# Natale e quale show (prima edizione)
La prima edizione del talent show Natale e quale show (spin-off di Tale e quale show) è andata in onda il 9 dicembre 2016 in una puntata unica con la conduzione di Carlo Conti in prima serata su Rai 1.
La giuria è stata composta da Loretta Goggi, Enrico Montesano e Claudio Amendola affiancati dai giudici ospiti Fabrizio Frizzi e Mara Venier.
L'edizione è stata vinta da Massimo Lopez e Tullio Solenghi con l'interpretazione di Frank Sinatra e Dean Martin in Let it Snow! Let it Snow!.

## Il programma
Questo spin-off prevede una gara fra quattordici VIP che hanno partecipato alle precedenti edizioni del programma.
Ciascuno di essi è impegnato nell'imitazione di personaggi celebri del mondo della canzone attraverso la reinterpretazione dei brani di questi ultimi dal vivo. Al termine della serata sono sottoposti al giudizio di una giuria. Ogni giurato dichiara i suoi voti per ciascun concorrente, assegnando da cinque a sedici punti. Inoltre, ciascun concorrente in gara deve dare cinque punti ad uno dei concorrenti o a sé stesso, che si sommano a quelli assegnati dalla giuria, determinando così la classifica della puntata.

## Cast

### Concorrenti

#### Uomini
| Concorrente         | Edizione di provenienza | Posizione uomini |
| ------------------- | ----------------------- | ---------------- |
| Attilio Fontana     | 3ª edizione             | 1º posto         |
| Matteo Becucci      | 4ª edizione             | 2º posto         |
| Francesco Cicchella | 5ª edizione             | 1º posto         |
| Massimo Lopez       | 5ª edizione             | 2º posto         |
| Sergio Friscia      | 5ª edizione             | 4º posto         |
| Tullio Solenghi     | 6ª edizione             | 1º posto         |
| Davide Merlini      | 6ª edizione             | 2º posto         |
| Leonardo Fiaschi    | 6ª edizione             | 4º posto         |

#### Donne
| Concorrente       | Edizione di provenienza | Posizione donne |
| ----------------- | ----------------------- | --------------- |
| Serena Autieri    | 1ª edizione             | 1º posto        |
| Clizia Fornasier  | 3ª edizione             | 1º posto        |
| Fiordaliso        | 3ª edizione             | 4º posto        |
| Serena Rossi      | 4ª edizione             | 1º posto        |
| Silvia Mezzanotte | 6ª edizione             | 1º posto        |
| Deborah Iurato    | 6ª edizione             | 2º posto        |

#### Fuori gara
- Gabriele Cirilli

### Giudici
La giuria è composta da:
- Loretta Goggi
- Enrico Montesano
- Claudio Amendola

#### Giudici ospiti
- Fabrizio Frizzi
- Mara Venier

### Coach
Coach dei concorrenti sono:
- Daniela Loi: vocal coach
- Maria Grazia Fontana: vocal coach
- Fabrizio Mainini: coreografo
- Emanuela Aureli: imitatrice
- Pinuccio Pirazzoli: direttore d'orchestra

## Puntata
La prima edizione di Natale e quale show è andata in onda il 9 dicembre 2016 ed è stata vinta da Massimo Lopez e Tullio Solenghi, che hanno interpretato Frank Sinatra e Dean Martin in Let it Snow! Let it Snow!.
| Ordine | Canzone e cantante imitato                              | Concorrente                        | Già imitato                 | Punteggio | Montesano | Goggi | Amendola | Frizzi | Venier | Concorrenti |
| ------ | ------------------------------------------------------- | ---------------------------------- | --------------------------- | --------- | --------- | ----- | -------- | ------ | ------ | ----------- |
| 5      | Let it Snow! Let it Snow! - Frank Sinatra e Dean Martin | Massimo Lopez e Tullio Solenghi    | Sì (Lopez) No (Solenghi)    | 85        | 16        | 16    | 16       | 16     | 16     | 5           |
| 8      | Adeste Fideles - Cèline Dion                            | Serena Autieri                     | Sì                          | 74        | 15        | 14    | 12       | 14     | 14     | 5           |
| 3      | All I Want for Christmas is You - Mariah Carey          | Serena Rossi                       | Sì                          | 70        | 9         | 15    | 13       | 15     | 13     | 5           |
| 12     | Oh, happy day - Aretha Franklin                         | Fiordaliso                         | Sì                          | 64        | 12        | 10    | 10       | 12     | 15     | 5           |
| 7      | Jingle Bells - Michael Bublé                            | Francesco Cicchella                | No                          | 63        | 14        | 13    | 11       | 11     | 9      | 5           |
| 9      | Jingle Bell Rock - Mina                                 | Silvia Mezzanotte                  | Sì                          | 63        | 13        | 11    | 14       | 9      | 11     | 5           |
| 1      | Santa Claus is Coming to Town - Laura Pausini           | Deborah Iurato                     | Sì                          | 59        | 8         | 9     | 15       | 10     | 12     | 5           |
| 10     | Hallelujah - Jon Bon Jovi                               | Davide Merlini                     | Sì                          | 52        | 10        | 12    | 9        | 8      | 8      | 5           |
| 6      | Happy Xmas (War is over) - John Lennon e Yōko Ono       | Clizia Fornasier e Attilio Fontana | Sì (Fontana) No (Fornasier) | 48        | 5         | 7     | 8        | 13     | 10     | 5           |
| 11     | Feliz Navidad - José Feliciano                          | Matteo Becucci                     | Sì                          | 45        | 11        | 8     | 7        | 7      | 7      | 5           |
| 4      | White Christmas - Zucchero                              | Sergio Friscia                     | Sì                          | 34        | 7         | 5     | 5        | 6      | 6      | 5           |
| 2      | Last Christmas - George Michael                         | Leonardo Fiaschi                   | No                          | 33        | 6         | 6     | 6        | 5      | 5      | 5           |

- Giudici ospiti: Mara Venier e Fabrizio Frizzi
- Mission impossible: Gabriele Cirilli ha interpretato Luciano Pavarotti in Astro del ciel e Tu scendi dalle stelle accompagnato dal coro dell'Anfiteatro di band Latina.
- Nota 1: a differenza delle puntate dell'edizione classica, questa puntata si è conclusa con un'esibizione corale di Do They Know It's Christmas? della Band Aid.
- Nota 2: ciascun concorrente ha assegnato i suoi cinque punti al concorrente dell'esibizione successiva, e l'ultimo li ha assegnati al primo.

## Ascolti
| Messa in onda   | Telespettatori | Share  |
| --------------- | -------------- | ------ |
| 9 dicembre 2016 | 4 514 000      | 20,40% |